# Ocros (província)
Ocros é uma província do Peru localizada na região de  Ancash. Sua capital é a cidade de Ocros.

## Distritos da província
- Acas
- Cajamarquilla
- Carhuapampa
- Cochas
- Congas
- Llipa
- Ocros
- San Cristobal de Rajan
- San Pedro
- Santiago de Chilcas